# Phare d'Angus Rock
Le phare d'Angus Rock est un phare établi sur une petite île du Strangford Lough en mer d'Irlande dans le comté de Down (Irlande du Nord). Il est géré par les Commissioners of Irish Lights (CIL).

## Histoire
C'est une petite tour de 13 m de haut, avec galerie, peinte en blanc et le haut en rouge. Située sur une petite île à l'entrée du Strangford Lough, dans le rétyrécissement de la péninsule d'Ards, il émet un flash rouge toutes les cinq secondes. Autonome dès sa mise en service, la lumière fonctionne depuis juillet 2000 à l'énergie solaire. Sa maintenance est assurée par un préposé du CIL à Dun Laoghaire.

### Article lié
- Liste des phares d'Irlande